# Linia kolejowa Użhorod – Pawłowe
Linia kolejowa Użhorod – Pawłowe – linia kolejowa na Ukrainie łącząca stację Użhorod oraz posterunek odgałęźny 263 km ze stacją Pawłowe i z granicą państwową ze Słowacją. Zarządzana jest przez dyrekcję użhorodzką Kolei Lwowskiej (oddział ukraińskich kolei państwowych).
Znajduje się w obwodzie zakarpackim. Na całej długości jest zelektryfikowana i jednotorowa.

## Historia
Linię otwarto w czasach Austro-Węgier. W latach 1918–1938 należała do Czechosłowacji, a następnie do 1944 do Węgier. Po II wojnie światowej w granicach Związku Sowieckiego. Od 1991 na Ukrainie.
Od 1966 linia jest częścią korytarza transportowego łączącego ze Wschodem Širokorozchodny trať – prowadzącej w głąb Czechosłowacji (następnie Słowacji) linii szerokotorowej.